# 现任安徽省地级行政区人民代表大会常务委员会主任列表

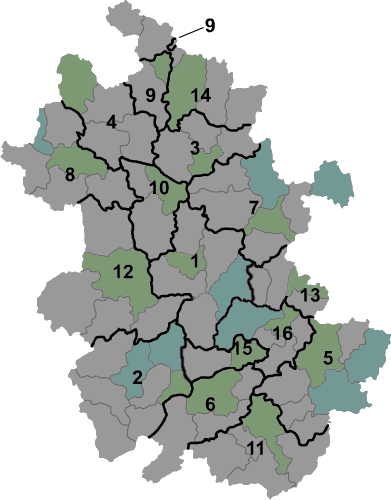
以安徽省地級行政區來劃分，
具體請見：「安徽省」條目，
「行政區劃」章節

本列表列出中华人民共和国安徽省16个地级行政区人民代表大会常务委员会的现任主任。根据《中华人民共和国地方各级人民代表大会和地方各级人民政府组织法》规定，省、自治区、直辖市、自治州、县、自治县、市、市辖区的人民代表大会设立常务委员会，作为本级人民代表大会的常设机关，对本级人民代表大会负责并报告工作。此外，为了理顺党与人大的关系，除了兼任中共中央政治局委员的省、直辖市的党委书记和民族自治地方的自治区的党委书记不兼任外，其余的人大常委会主任大都由同级党委书记兼任，日常工作由人大常委会第一副主任负责。但近年来也出现党委书记与人大常委会主任分设的情况。
现任地级行政区人大常委会主任中，有1位是女性，即宿州市人民代表大会常务委员会主任赵琳；最早任职的是淮南市人民代表大会常务委员会主任陈儒江，自2018年1月7日起任职，迄今7年2个月；最近任职的是芜湖市人民代表大会常务委员会主任丁祖荣，自2022年1月13日起任职，迄今3年2个月。

## 地级市人大常委会主任
| 地级市人大常委会               | 人大常委会主任 | 上任日期 （任职时间）       | 出生年月            | 是否由 市委书记兼任 | 信息源        |
| ------------------------------ | -------------- | --------------------------- | ------------------- | ------------------- | ------------- |
| 合肥市人民代表大会常务委员会   | 汪卫东         | 2018年1月14日 （7年2个月）  | 1964年6月 （60歲）  |                     | [ 2 ]         |
| 芜湖市人民代表大会常务委员会   | 张峰           | 2025年1月16日 （1个月）     | 1964年11月 （60歲） |                     | [ 3 ]         |
| 蚌埠市人民代表大会常务委员会   | 倪建胜         | 2018年1月9日 （7年2个月）   | 1963年2月 （62歲）  |                     | [ 4 ]         |
| 淮南市人民代表大会常务委员会   | 陈儒江         | 2018年1月7日 （7年2个月）   | 1964年6月 （60歲）  |                     | [ 5 ]         |
| 马鞍山市人民代表大会常务委员会 | 钱沙泉         | 2021年1月15日 （4年1个月）  | 1962年11月 （62歲） |                     | [ 6 ] [ 7 ]   |
| 淮北市人民代表大会常务委员会   | 方宗泽         | 2020年1月8日 （5年2个月）   | 1963年10月 （61歲） |                     | [ 8 ]         |
| 铜陵市人民代表大会常务委员会   | 张梦生         | 2022年1月26日 （3年1个月）  | 1963年1月 （62歲）  |                     | [ 9 ]         |
| 安庆市人民代表大会常务委员会   | 周东明         | 2021年4月25日 （3年10个月） | 1964年11月 （60歲） |                     | [ 10 ]        |
| 黄山市人民代表大会常务委员会   | 肖善武         | 2021年1月14日 （4年2个月）  |                     |                     | [ 11 ]        |
| 滁州市人民代表大会常务委员会   | 胡孔胜         | 2025年1月15日 （1个月）     | 1966年10月 （58歲） |                     | [ 12 ]        |
| 阜阳市人民代表大会常务委员会   | 章绍伟         | 2025年1月15日 （1个月）     | 1966年2月 （59歲）  |                     | [ 13 ]        |
| 宿州市人民代表大会常务委员会   | 赵琳 （女）    | 2018年1月8日 （7年2个月）   | 1964年 （61歲）     |                     | [ 14 ]        |
| 六安市人民代表大会常务委员会   | 付新安         | 2021年2月6日 （4年1个月）   | 1965年10月 （59歲） |                     | [ 15 ] [ 16 ] |
| 亳州市人民代表大会常务委员会   | 郑超           | 2025年1月14日 （2个月）     | 1968年7月 （56歲）  |                     | [ 17 ]        |
| 池州市人民代表大会常务委员会   | 金庆丰         | 2018年1月8日 （7年2个月）   | 1963年11月 （61歲） |                     | [ 18 ]        |
| 宣城市人民代表大会常务委员会   | 倪志品         | 2025年1月14日 （2个月）     | 1969年12月 （55歲） |                     | [ 19 ]        |